# Чемпионат мира по волейболу среди женщин 2018 — квалификация (Азия)
Квалификация (отборочный турнир) 18-го чемпионата мира по волейболу среди женщин среди стран-членов Азиатской конфедерации волейбола (АVС) проходила с 27 января по 24 сентября 2017 года. Первоначально заявки на участие поступили от 18 стран, но после отказа 6 из них число заявленных участников сократилось до 12. Разыгрывались 4 путёвки на чемпионат мира, обладателями которых стали сборные Китая, Южной Кореи, Казахстана и Таиланда. Сборная Японии в качестве команды страны-хозяйки чемпионата мира от квалификации освобождена.

## Команды-участницы
| - Австралия - Вьетнам - Иран - Казахстан | - Китай - КНДР - Мальдивская Республика - Непал | - Таиланд - Тайвань - Фиджи - Южная Корея |

От участия отказались первоначально заявленные  Бангладеш,  Индия,  Узбекистан,  Макао,  Новая Зеландия и  Тонга.

## Формула соревнований
Азиатская квалификация состоит из двух этапов отбора. 7 лучших (по рейтингу) сборных команд напрямую допущены во 2-й (финальный) групповой раунд. Остальные участники начали отборочный турнир с 1-й стадии.
Первичным критерием при распределении мест в группах является общее количество побед, затем - общее количество очков, соотношение партий, соотношение мячей, результаты личных встреч. За победы со счётом 3:0 и 3:1 команды получают по 3 очка, за победы 3:2 — по 2, за поражения 2:3 — по 1, за поражения 1:3 и 0:3 очки не начисляются.

## 1-й групповой этап

### Центральная зона
27—29.01.2017. Мале (Мальдивская Республика). 
| М | Команда                | 1   | 2   | 3   | И | В | П | С/П | О |
| - | ---------------------- | --- | --- | --- | - | - | - | --- | - |
| 1 | Иран                   |     | 3:0 | 3:0 | 2 | 2 | 0 | 6:0 | 6 |
| 2 | Непал                  | 0:3 |     | 3:0 | 2 | 1 | 1 | 3:3 | 3 |
| 2 | Мальдивская Республика | 0:3 | 0:3 |     | 2 | 0 | 2 | 0:6 | 0 |

 Индия,  Узбекистан,  Бангладеш — отказ.
27 января
Непал — Мальдивская Республика 3:0 (25:17, 25:17, 25:13).
28 января
Иран — Непал 3:0 (25:12, 25:12, 25:12).
28 января
Иран — Мальдивская Республика 3:0 (25:4, 25:12, 25:15).

### Восточная зона
В турнире должны были принять участие сборные  КНДР и  Макао, но после отказа последней команда КНДР без игр вышла во 2-й раунд квалификации. 

### Зона Океании
В турнире должны были принять участие сборные  Новой Зеландии,  Фиджи и  Тонга, но после отказа Новой Зеландии и Тонга команда Фиджи без игр вышла во 2-й раунд квалификации.

### Итоги
Победители зональных турниров (Иран, КНДР, Фиджи) вышли во 2-й раунд квалификации, где к ним присоединились 7 команд.

## 2-й групповой этап
Участники: Австралия, Вьетнам, Казахстан, Китай, Таиланд, Тайвань, Южная Корея (все освобождены от предыдущего этапа квалификации), Иран, КНДР, Фиджи (победители зональных турниров 1-го этапа).
10 команд-участниц 2-го этапа квалификации разделены на 2 группы по 5 команд. По две лучшие команды из групп станут обладателями путёвок на чемпионат мира.

### Группа А
20—24.09.2017. (Казахстан). 
| М | Команда   | 1   | 2   | 3   | 4   | 5   | И | В | П | С/П  | О  |
| - | --------- | --- | --- | --- | --- | --- | - | - | - | ---- | -- |
| 1 | Китай     |     | 3:0 | 3:0 | 3:0 | 3:0 | 4 | 4 | 0 | 12:0 | 12 |
| 2 | Казахстан | 0:3 |     | 3:1 | 3:1 | 3:0 | 4 | 3 | 1 | 9:5  | 9  |
| 3 | Тайвань   | 0:3 | 1:3 |     | 3:0 | 3:0 | 4 | 2 | 2 | 7:6  | 6  |
| 4 | Австралия | 0:3 | 1:3 | 0:3 |     | 3:0 | 4 | 1 | 3 | 4:9  | 3  |
| 5 | Фиджи     | 0:3 | 0:3 | 0:3 | 0:3 |     | 4 | 0 | 4 | 0:12 | 0  |

20 сентября
Китай — Фиджи 3:0 (25:5, 25:10, 25:14).
Тайвань — Австралия 3:0 (25:23, 25:13, 25:8).
21 сентября
Австралия — Фиджи 3:0 (25:18, 25:16, 25:10).
Китай — Казахстан 3:0 (25:14, 25:19, 25:15).
22 сентября
Тайвань — Фиджи 3:0 (25:9, 25:12, 25:10).
Казахстан — Австралия 3:1 (25:15, 25:6, 22:25, 25:9).
23 сентября
Китай — Австралия 3:0 (25:15, 25:6, 25:20).
Казахстан — Тайвань 3:1 (25:15, 19:25, 25:19, 25:20).
24 сентября
Китай — Тайвань 3:0 (25:18, 25:14, 25:10).
Казахстан — Фиджи 3:0 (25:8, 25:19, 25:14).

### Группа В
20—24.09.2017. Наконпатом (Таиланд) 
| М | Команда     | 1   | 2   | 3   | 4   | 5   | И | В | П | С/П  | О  |
| - | ----------- | --- | --- | --- | --- | --- | - | - | - | ---- | -- |
| 1 | Южная Корея |     | 3:0 | 3:0 | 3:0 | 3:0 | 4 | 4 | 0 | 12:0 | 12 |
| 2 | Таиланд     | 0:3 |     | 3:0 | 3:0 | 3:0 | 4 | 3 | 1 | 9:3  | 9  |
| 3 | КНДР        | 0:3 | 0:3 |     | 3:0 | 3:0 | 4 | 2 | 2 | 6:6  | 6  |
| 4 | Вьетнам     | 0:3 | 0:3 | 0:3 |     | 3:1 | 4 | 1 | 3 | 3:10 | 3  |
| 5 | Иран        | 0:3 | 0:3 | 0:3 | 1:3 |     | 4 | 0 | 4 | 1:12 | 0  |

20 сентября
Южная Корея — КНДР 3:0 (25:17, 25:23, 25:19).
Таиланд — Иран 3:0 (25:14, 25:15, 25:13).
21 сентября
КНДР — Иран 3:0 (25:23, 25:11, 25:18).
Таиланд — Вьетнам 3:0 (25:17, 25:17, 25:17).
22 сентября
КНДР — Вьетнам 3:0 (25:21, 25:22, 25:20).
Южная Корея — Иран 3:0 (25:16, 25:18, 25:20).
23 сентября
Южная Корея — Вьетнам 3:0 (25:21, 25:13, 25:16).
Таиланд — КНДР 3:0 (25:21, 25:21, 25:19).
24 сентября
Вьетнам — Иран 3:1 (24:26, 25:22, 25:17, 25:19).
Южная Корея — Таиланд 3:0 (25:22, 25:16, 25:21).

### Итоги
Обладателями путёвок на чемпионат мира по волейболу 2018 года среди женских сборных по итогам 2-го этапа азиатской квалификации стали по две лучшие команды из групп — Китай, Южная Корея, Казахстан и Таиланд.